# Ратданган
Ратданган (англ. Rathdangan; ирл. Ráth Daingin / Rath an Daingean) — деревня в Ирландии, находится в графстве Уиклоу (провинция Ленстер).